# Kurraberg
De Kurraberg, Zweeds: Kurravaara, Samisch: Gurravárri, is een berg annex heuvel in het noorden van Zweden. De berg ligt in de gemeente Kiruna en ligt in het stroomgebied van de Torne. De Rautasrivier stroomt om de Kurraberg en mondt daarna in de Torne uit. Er komen van de berg verschillende beken naar beneden. Het dorp Kurravaara ligt op de noordelijke uitloper van de berg.